# Genac
Genac – miejscowość i dawna gmina we Francji, w regionie Nowa Akwitania, w departamencie Charente. W dniu 1 stycznia 2016 roku z połączenia dwóch ówczesnych gmin – Bignac oraz Genac – utworzono nową gminę Genac-Bignac. Siedzibą gminy została miejscowość Genac. W 2013 roku populacja Genac wynosiła 770 mieszkańców. 